# Schweizer Meisterschaften im Skilanglauf 2009
Die Schweizer Meisterschaften im Skilanglauf 2009 fanden in Trun statt. Vom 21. bis 25. Januar 2009 wurden  die Einzelrennen, Doppelverfolgungsrennen, Sprintrennen und Staffelrennen ausgetragen. Die Massenstartrennen fanden am 28. März 2009 statt. Ausrichter war der Club da skis Trun.

## Ergebnisse Herren

### Sprint klassisch
| Platz | Name               | Verein            |
| ----- | ------------------ | ----------------- |
| 1     | Noe Tüfer          | Davos             |
| 2     | Eligius Tambornino | Club da skis Trun |
| 3     | Toni Livers        | Gardes-Frontière  |
| 4     | Robert Metze       | Deutschland       |
| 5     | Martin Jäger       | Gardes-Frontière  |
| 6     | Mauro Gruber       | SAS Bern          |
| 7     | Mark van der Plög  | Australien        |
| 8     | Thomas Nyikos      | SAS Bern          |

Datum: 21. Januar

Es waren 23 Läufer am Start. Das Rennen der U20 mit 16 Teilnehmern gewann Ueli Schnider.

### 15 km Freistil Einzel
| Platz | Name               | Verein                  | Zeit        |
| ----- | ------------------ | ----------------------- | ----------- |
| 1     | Remo Fischer       | Arve Mols               | 34:37,4 min |
| 2     | Toni Livers        | Gardes-Frontière        | 34:56,1 min |
| 3     | Gion Andrea Bundi  | TG Hütten               | 35:40,4 min |
| 4     | Christian Stebler  | Bannalp-Wolfenschiessen | 36:10,7 min |
| 5     | Marco Mühlematter  | SC-Oberhasli            | 36:26,1 min |
| 6     | Mariusz Michałek   | Polen                   | 36:46,5 min |
| 7     | Eligius Tambornino | Club da skis Trun       | 36:49,1 min |
| 8     | Ben Sim            | Australien              | 36:59,1 min |
| 9     | Charles Pralong    | Val Ferret              | 37:16,3 min |
| 10    | Joel Heer          | Davos                   | 37:23,9 min |

Datum: 22. Januar

Es waren 29 Läufer am Start. Das Rennen der U20 gewann Roman Furger.

### 20 km Doppelverfolgung
| Platz | Name              | Verein                  | Zeit        |
| ----- | ----------------- | ----------------------- | ----------- |
| 1     | Toni Livers       | Gardes-Frontière        | 50:59,3 min |
| 2     | Remo Fischer      | Arve Mols               | 50:59,7 min |
| 3     | Gion Andrea Bundi | TG Hütten               | 51:34,7 min |
| 4     | Marco Mühlematter | SC-Oberhasli            | 52:23,3 min |
| 5     | Mariusz Michałek  | Polen                   | 52:37,7 min |
| 6     | Christian Stebler | Bannalp-Wolfenschiessen | 52:59,8 min |
| 7     | Charles Pralong   | Val Ferret              | 53:50,2 min |
| 8     | Ben Sim           | Australien              | 53:50,7 min |
| 9     | Felix Dieter      | Bernina Pontresina      | 54:23,8 min |
| 10    | Andrea Florinett  | SAS Bern                | 54:59,3 min |

Datum: 24. Januar

Es waren 22 Läufer am Start. Das Rennen der U20 gewann Roman Furger.

### 50 km klassisch Massenstart
| Platz | Name              | Verein                  | Zeit        |
| ----- | ----------------- | ----------------------- | ----------- |
| 1     | Toni Livers       | Gardes-Frontière        | 2:29:40,7 h |
| 2     | Gion Andrea Bundi | TG Hütten               | 2:29:43,9 h |
| 3     | Valerio Leccardi  | Gardes-Frontière        | 2:31:17,8 h |
| 4     | Curdin Perl       | Bernina Pontresina      | 2:33:29,2 h |
| 5     | Marco Mühlematter | SC-Oberhasli            | 2:34:17,3 h |
| 6     | Christian Stebler | Bannalp-Wolfenschiessen | 2:34:41,6 h |
| 7     | Remo Fischer      | Arve Mols               | 2:34:55,7 h |
| 8     | Martin Jäger      | Gardes-Frontière        | 2:35:50,7 h |
| 9     | Felix Dieter      | Bernina Pontresina      | 2:37:19,0 h |
| 10    | Jöri Kindschi     | Davos                   | 2:38:07,8 h |

Datum: 28. März

Es waren 35 Läufer am Start. Das Rennen der U20 über 30 km gewann Jovian Hediger.

### Staffel
| Platz | Team                                                                  | Zeit        |
| ----- | --------------------------------------------------------------------- | ----------- |
| 1     | Bannalp-WolfenschiessenChristian Stebler Bruno Joller Seppi Hurschler | 1:20:41,9 h |
| 2     | SAS BernAndrea Florinett Toni Dinkel Mauro Gruber                     | 1:21:30,1 h |
| 3     | SC DavosNoe Tüfer Piet Heer Joel Heer                                 | 1:21:42,2 h |
| 4     | AustralienBen Sim Nick Grimmer Andrew Mock                            | 1:21:47,8 h |
| 5     | SC Val FerretCharles Pralong Candide Pralong Romain Bruchez           | 1:22:43,0 h |
| 6     | Am BachtelThomas Suter Roger Gerber Florian Rüegg                     | 1:23:21,1 h |
| 7     | SC FlühliUeli Schnider David Schnider Christoph Schnider              | 1:25:27,8 h |
| 8     | SAS BernThomas Nyikos Christoph Burkhardt Gaudenz Flury               | 1:26:44,9 h |

Datum: 25. Januar

Es waren 12 Staffeln am Start.

## Ergebnisse Frauen

### Sprint klassisch
| Platz | Name                   | Verein         |
| ----- | ---------------------- | -------------- |
| 1     | Denise Herrmann        | Deutschland    |
| 2     | Lena Pichard           | Les Diablerets |
| 3     | Karin Camenisch        | Klosters       |
| 4     | Laurien van der Graaff | Davos          |
| 5     | Doris Trachsel         | Plasselb       |
| 6     | Tatjana Stiffler       | Davos          |
| 7     | Rahel Imoberdorf       | SAS Bern       |
| 8     | Bettina Gruber         | SAS Bern       |

Datum: 21. Januar

Es waren 14 Läuferinnen am Start. Das Rennen der U20 mit 13 Teilnehmern gewann Carmen Emmenegger. Ausländische Teilnehmer erhielten keine Medaillen.

### 10 km Freistil Einzel
| Platz | Name                      | Verein      | Zeit         |
| ----- | ------------------------- | ----------- | ------------ |
| 1     | Denise Herrmann           | Deutschland | 27:52,6 min. |
| 2     | Doris Trachsel            | Plasselb    | 27:54,9 min. |
| 3     | Katherine Calder          | Neuseeland  | 27:55,6 min. |
| 4     | Karin Camenisch           | Klosters    | 27:58,9 min. |
| 5     | Natascia Leonardi Cortesi | SC Bedretto | 28:29,3 min. |
| 6     | Seraina Boner             | Klosters    | 28:29,8 min. |
| 7     | Rahel Imoberdorf          | SAS Bern    | 28:53,7 min  |
| 8     | Muriele Hüberli           | SAS Bern    | 29:06,7 min  |
| 9     | Annika Strupler           | SAS Bern    | 29:40,5 min  |
| 10    | Aimee Watson              | Australien  | 29:49,4 min  |

Datum: 22. Januar

Es waren 23 Läuferinnen am Start. Siegerin bei der U20 über 5 km wurde Carmen Emmenegger. Ausländische Teilnehmer erhielten keine Medaillen.

### 10 km Doppelverfolgung
| Platz | Name              | Verein         | Zeit         |
| ----- | ----------------- | -------------- | ------------ |
| 1     | Doris Trachsel    | Plasselb       | 30:55,0 min. |
| 2     | Katherine Calder  | Neuseeland     | 31:18,0 min. |
| 3     | Lena Pichard      | Les Diablerets | 31:27,5 min. |
| 4     | Seraina Boner     | Klosters       | 31:38,3 min. |
| 5     | Rahel Imoberdorf  | SAS Bern       | 31:49,9 min. |
| 6     | Aimee Watson      | Australien     | 31:51,4 min. |
| 7     | Karin Camenisch   | Klosters       | 31:54,4 min  |
| 8     | Muriele Hüberli   | SAS Bern       | 32:15,9 min  |
| 9     | Carmen Emmenegger | Flühli         | 32:57,3 min  |
| 10    | Annika Strupler   | SAS Bern       | 33:08,4 min  |

Datum: 24. Januar

Es waren 47 Läuferinnen am Start. Siegerin bei der U20 wurde Carmen Emmenegger. Ausländische Teilnehmer erhielten keine Medaillen.

### 30 km klassisch Massenstart
| Platz | Name                      | Verein                  | Zeit        |
| ----- | ------------------------- | ----------------------- | ----------- |
| 1     | Ursina Badilati           | Sportiva Palü Poschiavo | 1:42:39,3h  |
| 2     | Doris Trachsel            | Plasselb                | 1:44:47,1 h |
| 3     | Rahel Imoberdorf          | SAS Bern                | 1:45:23,2 h |
| 4     | Natascia Leonardi Cortesi | SC Bedretto             | 1:46:27,8 h |
| 5     | Lena Pichard              | Les Diablerets          | 1:48:33,3 h |
| 6     | Karin Camenisch           | Klosters                | 1:48:33,5 h |
| 7     | Annika Strupler           | SAS Bern                | 1:52:02,7 h |
| 8     | Sandra Gredig             | SAS Bern                | 1:54:28,1 h |
| 9     | Marlyse Breu              | Les Diablerets          | 1:55:23,3 h |
| 10    | Ladina Lechner            | SSC Rätia Chur          | 1:58:43,8 h |

Datum: 28. März

Es waren 11 Läuferinnen am Start. Siegerin bei der U20 wurde Carmen Emmenegger.

### Staffel
| Platz | Team                                                         | Zeit        |
| ----- | ------------------------------------------------------------ | ----------- |
| 1     | SC KlostersKarin Camenisch Seraina Boner Seraina Gruber      | 46:07,4 min |
| 2     | SAS BernMuriele Hüberli Rahel Imoberdorf Bettina Gruber      | 46:23,0 min |
| 3     | SC VättisPatricia Sprecher Stefanie Sprecher Barbara Jäger   | 49:25,6 min |
| 4     | SC ObergomsChantal Carlen Ladina Meier-Ruge Marianne Volken  | 49:59,3 min |
| 5     | SC Piz Ot SamedanJennifer Egger Lucija Stanisic Flurina Heim | 51:02,4 min |
| 6     | AustralienAimee Watson Georgia Merritt Esther Bottomley      | 51:23,3 min |
| 7     | SC Sarsura ZernezAita Weber Natalia Müller Christine Moritz  | 51:26,3 min |
| 8     | Am BachtelRebecca Vontobel Sarah Holzgang Simone Magdika     | 52:22,2 min |

Datum: 25. Januar

Es waren 11 Staffeln am Start.